# Тромело
Тромело (итал. Tromello) је насеље у Италији у округу Павија, региону Ломбардија.
Према процени из 2011. у насељу је живело 3393 становника. Насеље се налази на надморској висини од 96 м.

## Становништво
Према резултатима пописа становништва 2011. у општини је живело 3.828 становника.
| 1931. | 1936. | 1951. | 1961. | 1971. | 1981. | 1991. | 2001. | 2011. |
| ----- | ----- | ----- | ----- | ----- | ----- | ----- | ----- | ----- |
| 3.892 | 3.912 | 3.861 | 3.636 | 3.271 | 3.040 | 3.123 | 3.409 | 3.828 |